# Mansión James Lick
La mansión James Lick es una edificación histórica ubicada en Santa Clara (California), Estados Unidos. Fue la propiedad de James Lick, quien era el hombre más rico de California en el momento de su muerte en 1876. Figura en el Registro Nacional de Lugares Históricos desde 1982. Fue una vez parte de la concesión de tierras de Rancho Ulistac, una legua cuadrada que se extiende desde la costa de Alviso hacia el sur y abarca todo el terreno entre el río Guadalupe y Saratoga Creek.

## Historia
El conjunto de edificios refleja los variados usos del inmueble a lo largo de su historia. Las principales construcciones históricas son un granero de ladrillo y un estanque de molino construido por James Lick alrededor de 1855, la casa grande construida por Lick en 1858 y un edificio de oficinas de la era victoriana. Lick construyó esta mansión victoriana de estilo italiano entre 1858 y 1860 junto a su molino harinero. La mansión es de madera de secuoya autóctona y cuenta con un detallado trabajo en madera y chimeneas de mármol importado en cada una de sus 24 habitaciones.
Su experiencia agrícola lo ayudó a darse cuenta del potencial del sitio para la producción. Alrededor de la mansión y el molino, Lick trabajaba en cultivos y fue pionero en la introducción de nuevas frutas y técnicas hortícolas. Los ejemplares importados incluían grandes alcornoques plantados por el mismo Lick.
Un incendio de 1882 destruyó el molino y en 1902 el complejo Lick Mill se convirtió en una fábrica para la producción de alcohol. Una serie de propietarios, incluidos, Union Distilling, Western Grain and Sugar Products, Western Carbonic Gas, American Salt and Chemical y Commercial Solvents and Chemical, fabricaron una amplia variedad de productos en este lugar.
La mansión y los terrenos están ubicados en 4101 Lick Mill Blvd., en Santa Clara. Ahora son propiedad privada y están cerrados al público en general. La ciudad de Santa Clara cuestiona esta declaración, aunque la propiedad fue adquirida por un propietario privado, los terrenos siguen estando sujetos al derecho de acceso público.